# Nikolaus IV. Esterházy de Galantha

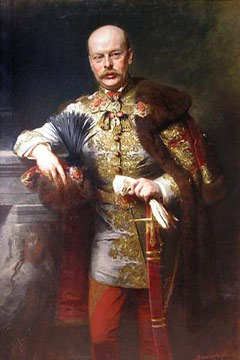
Nikolaus IV. Esterházy

Stammbaum der Fürsten Esterházy

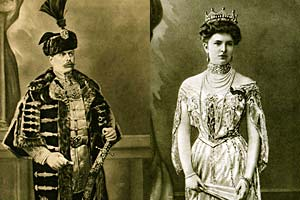
Nikolaus und seine Frau Margit

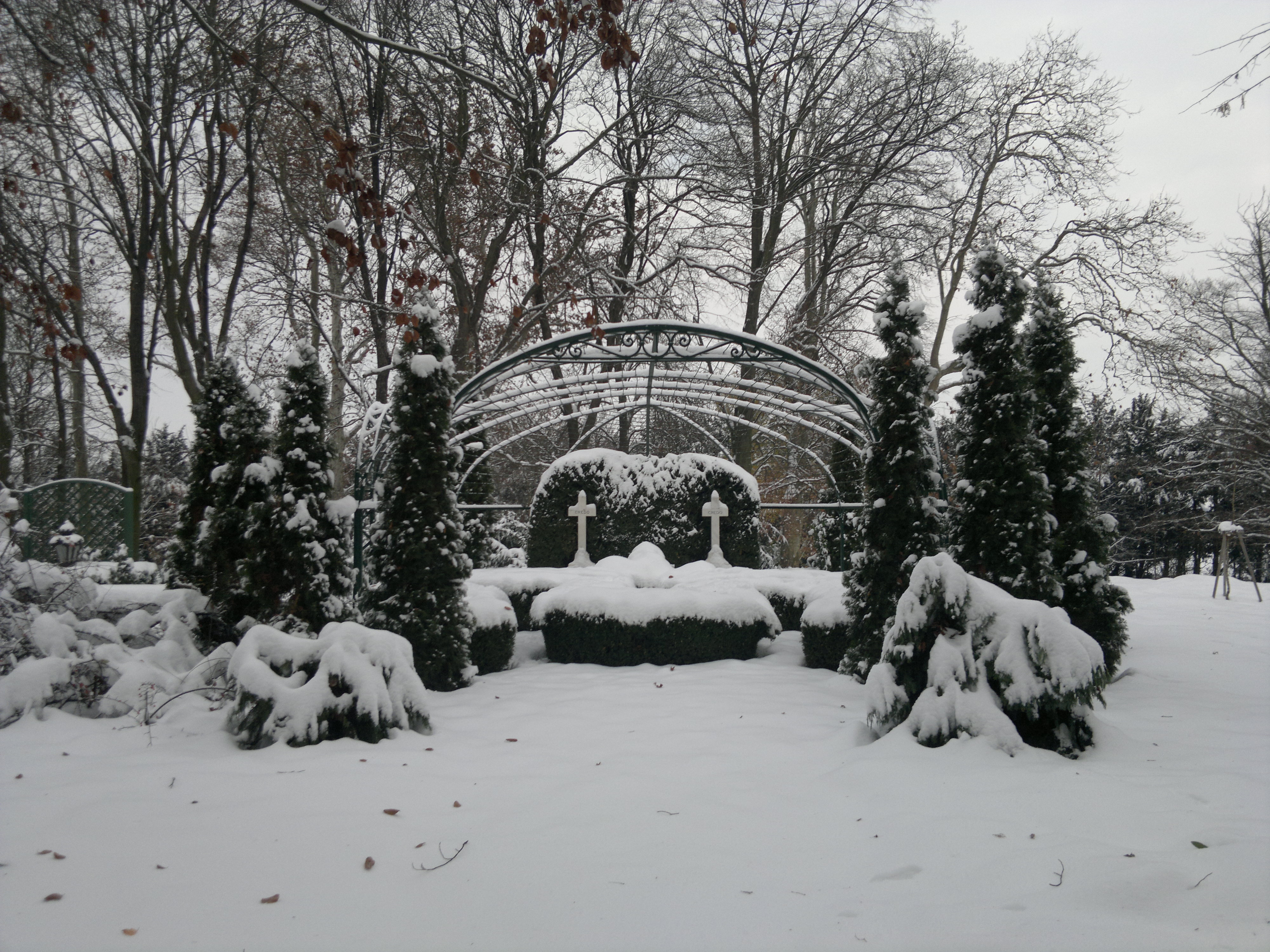
Grabstätten von Nikolaus IV. und seiner Frau Margit

Fürst Nikolaus IV. Esterházy de Galantha (* 5. Juli 1869 in Wien; † 6. April 1920 in Sopron, Ungarn) war ein Großgrundbesitzer aus der Adelsfamilie Esterházy. Er führte seine Familie aus der Finanzkrise, musste aber im Gegenzug das Ende der Doppelmonarchie miterleben.

## Leben
Nikolaus IV. war der Sohn von Paul IV. Er übernahm das Majorat von seinem Vater, der dieses gerade mal vier Jahre innegehabt hatte. Gleich nach Amtsantritt kümmerte er sich endlich darum, die Sequestration (Zwangsverwaltung), die Finanzkrise, die durch den Lebensstil von Nikolaus II. entstanden war, zu tilgen. Dennoch schaffte es Paul IV. durch starke Reformen, die Finanzen zu konsolidieren und die Schuldenlast abzuschütteln. Doch wie bei jeder Finanzreform im Hause Esterházy litt das Mäzenatentum sehr darunter. Vor allem die Schlösser der Familie waren und wurden stark in Mitleidenschaft gezogen, allen voran das Schloss Esterházy (auch Esterháza) bei Fertőd. Erst nach der allgemeinen Konsolidierung der Familienfinanzen konnten die Schlösser weitgehend restauriert werden.
Kurz nach seiner Ernennung zum Oberhaupt der Familie erhielt auch er, wie fast jeder esterházysche Fürst, den Orden vom Goldenen Vlies.
Seine schwerste Zeit begann mit dem Ausbruch des Ersten Weltkrieges und dem damit zusammenhängenden Untergang der Monarchie. Als die Monarchie im Jahre 1918 zusammenbrach, wurde der Fürst schwermütig. Er sah seine Stellung nun unmittelbar in Gefahr, vor allem machte er sich Sorgen um die Verwaltung der Territorien, die in Österreich und Ungarn verstreut waren und nun auseinanderzubrechen drohten.
Er beteiligte sich dennoch aktiv im Stab und Kabinett von Kaiser Karl I. und versuchte so, diesen dazu zu drängen, auf die Krone Ungarns endlich zu verzichten, was dieser nie tat. Der Fürst wurde immer schwächer und schwächer durch diese Einschnitte, bis er letztlich im Jahre 1920 in Sopron (Ödenburg) verstarb.
Nikolaus IV., seine Ehefrau Margit († 1910), ihr Sohn Anton († 1944) und weitere Familienangehörige sind im Esterházy’schen Familienfriedhof Fertőd bestattet, der sich in einem kleinen Park rund zwei Kilometer nordöstlich des Schlosses Esterházy befindet (Position: 47° 38′ 8,1″ N, 16° 53′ 4,8″ O). Er ist damit der bisher einzige Fürst Esterházy, der nicht im Franziskanerkloster St. Michael in Eisenstadt begraben wurde.

## Ehe und Nachkommen
Am 16. November 1898 ehelichte er Gräfin Margit Maria Ludovika Cziráky von Czirák und Dénesfalva (1874–1910). Das Paar hatte neben dem Nachfolger Paul (V.) noch zwei weitere Söhne: Anton (1903–1944) und Ladislaus (1905–2000).